# Finanz Informatik Technologie Service

Ehemaliges Logo des IZB Informatik-Zentrums

Finanz Informatik Technologie Service (FI-TS) ist ein Tochterunternehmen der Finanz Informatik (FI), die ihrerseits der IT-Dienstleister der Sparkassen-Finanzgruppe ist, und bietet seit 2004 professionelle IT-Serviceleistungen für die Banken-, Versicherungs- und Finanzdienstleistungsbranche an.
Das Unternehmen betreibt mehrere hochsichere Rechenzentren in Deutschland.

## Das Unternehmen
Die Finanz Informatik Technologie Service GmbH & Co. KG (FI-TS) ist ein etablierter IT-Partner der Finanzwirtschaft und größter IT-Dienstleister für Landesbanken.
Als Tochter der Finanz Informatik (FI) und Teil der Sparkassen-Finanzgruppe unterstützt der IT-Provider private und öffentliche Banken, Versicherungen und Finanzdienstleister mit standardisierten IT-Dienstleistungen.
Auf Basis einer integrierenden IT Service-Plattform mit Leistungen vom klassischen Rechenzentrumsbetrieb bis hin zu Public Cloud-Produkten und Services wie Compliance, Providermanagement, Transition, Transformation, Beratung ermöglicht FI-TS ihren Kunden getreu dem Motto „Your Bridge to Digitalization“ die digitale Transformation. FI-TS bringt ihre langjährigen Erfahrungen mit Kunden aus der Finanzbranche in Kundenbeziehungen ein und richtet ihre Services an den regulatorischen Anforderungen der Branche aus – „IT made for banking and insurance“.
Die hundertprozentige Tochter der Finanz Informatik hat ihre Unternehmenszentrale in Haar bei München. Dort und an den Standorten Hannover, Offenbach, Nürnberg und Stuttgart (Fellbach). arbeiten rund 1.000 Mitarbeiterinnen und Mitarbeiter. Der Umsatz beträgt 400 Millionen Euro (01/2021). Zum Kundenkreis von FI-TS zählen unter anderem: Landesbank Baden-Württemberg (LBBW), BayernLB, Landesbank Hessen-Thüringen (Helaba), Norddeutsche Landesbank, Deutsche Kreditbank, Landwirtschaftliche Rentenbank, DekaBank, Deutsche Wertpapierservice Bank, Provinzial (Versicherung) und SV Sparkassenversicherung Informatik.